# 大北作次郎
大北 作次郎（作治郎、おおきた さくじろう、1843年12月17日（天保14年10月26日） - 1901年（明治34年）1月26日）は、日本の政治家。衆議院議員（1期）。

## 経歴
大和国吉野郡(のち奈良県吉野郡大淀村、現・大淀町)生まれ。戸長、徴兵事務官、吉野郡書記、大阪府会議員、奈良県会議員、徴兵参事員となる。また、吉野郡尋常中学校を創立し、伊勢街道や壺阪街道の改修に力を尽くした。
1894年9月の第4回衆議院議員総選挙において奈良2区から大手倶楽部所属で立候補して当選した。衆議院議員を1期務め、1898年3月の第5回衆議院議員総選挙は不出馬。1901年に死去した。